# ルリコナゾール
ルリコナゾール（JAN, USAN, INN: Luliconazole）は、白癬・カンジダ症・癜風治療に用いられるイミダゾール系抗真菌薬のひとつである。商品名はルリコンおよびルコナック。海外ではLuliconの他、Luzuなど多数の商品名がある。日本農薬とポーラ化成工業の手により、2005年に薬事承認を経て商品化された。

## 概要

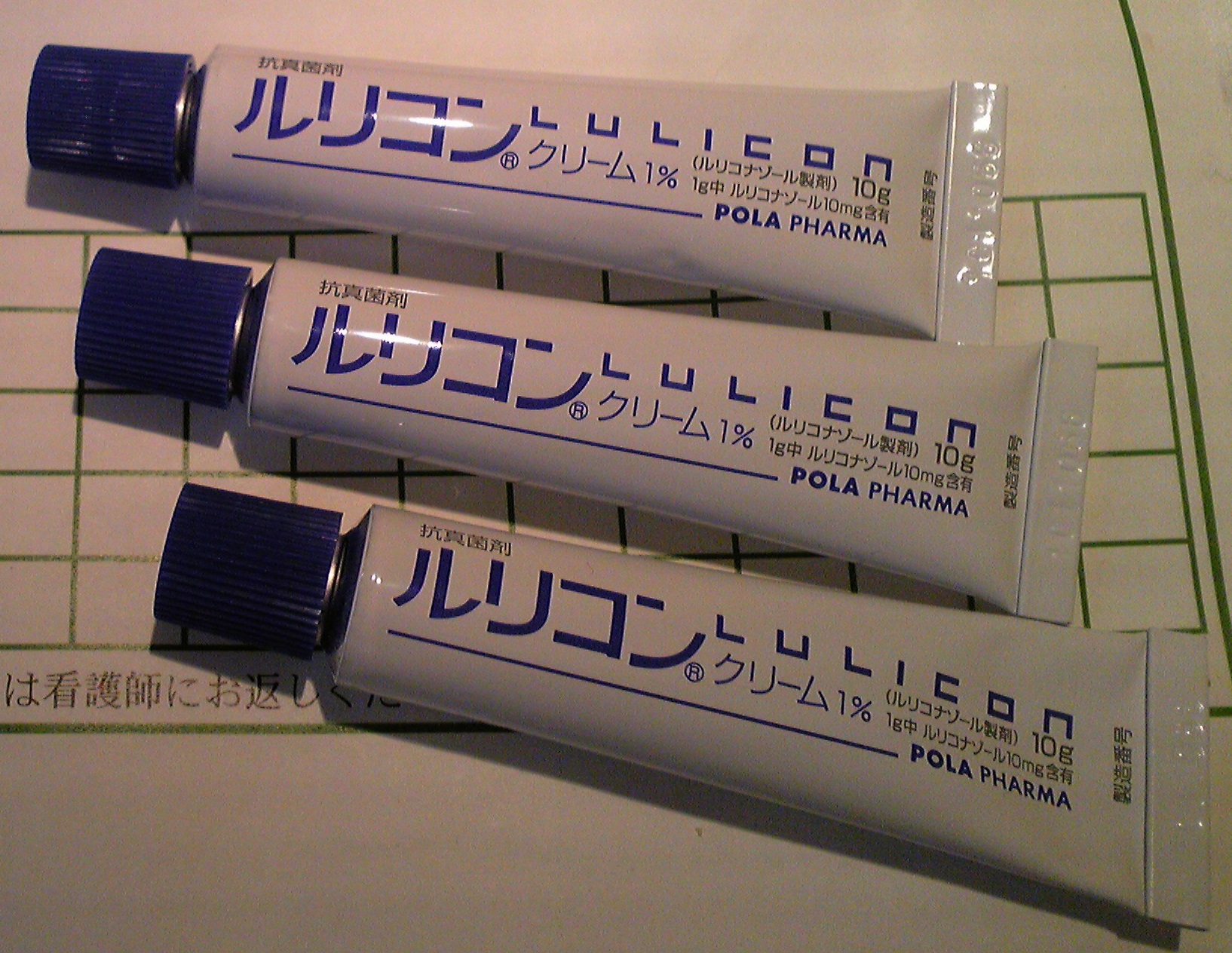
ルリコン®クリーム1%。
（ポーラファルマ時代のもの）

ルリコナゾールはジチオラン骨格を持つイミダゾール系抗真菌薬で、外用抗真菌薬としては初めてエナンチオマー・シス–トランス異性体のそれぞれ片方のみ選択した製剤である。同化合物のラセミ体に比べR–E体のみで構成したルリコナゾールの活性は4倍であった。他の異性体は抗真菌作用・エルゴステロール生合成阻害作用ともに弱いことから、不斉合成法を用いR–E体のみを選択的に合成し、製造承認を取得した。本薬は熱およびアルカリにてS–E体への光学異性化が、光および酸のもとでR–Z体への幾何異性化が主たる分解として進行する。
ルリコナゾールは他のイミダゾール系抗真菌薬と同様、ラノステロールの14α位脱メチル化反応を阻害することにより真菌の細胞膜に必要なエルゴステロールの合成を妨げることで抗真菌作用を示す。短期間の塗布で充分な効果を得るべく強い抗真菌作用と皮膚の角質層における貯留性に優れるものとして開発された。
足白癬のクリーム第III相比較試験においても、従来薬の塗布期間の半分の2週間の塗布で対照群のビホナゾールより有意に高い真菌消失率を示し、かつ副作用も本剤特有のものは認められず他の外用抗真菌薬と同様に安全とされた。なお本薬はヒトCYP分子種いずれも阻害するが、臨床適用において想定される血漿中濃度を考慮するに併用薬の血漿中濃度に臨床上問題となる変化をきたす可能性は無いと判断された。足白癬以外の皮膚真菌症である生毛部白癬、皮膚カンジダ症、癜風については症例数確保が困難であったため対照薬との比較試験ではない一般臨床試験をもって有効性と安全性が確認された。
2005年4月、最終的に製造承認を取得し、同年7月から株式会社科薬より発売された。2007年4月、株式会社科薬の販売部門とポーラ化成の新薬研究開発部門とが統合して株式会社ポーラファルマとなりルリコンの販売を担うが、薬価制度抜本改革や競争環境の激化を背景に、2018年11月、ポーラファルマはサンファーマへ譲渡され、同時にポーラファルマの完全子会社だった科薬もサンファーマの傘下に入ることとなり、2021年9月には科薬埼玉工場を改組したサンファーマ製造が製造を担っている。